# Ukraina na Zimowych Igrzyskach Olimpijskich 1998
Reprezentacja Ukrainy na Zimowych Igrzyskach Olimpijskich 1998 liczyła 56 zawodników – 30 mężczyzn i 26 kobiet, którzy wystąpili w dziesięciu dyscyplinach sportowych.
Reprezentanci tego kraju zdobyli jeden srebrny medal.

## Wyniki

### Narciarstwo alpejskie
Mężczyźni – kombinacja
| Zawodnik        | Slalom | Slalom | Zjazd   | Łącznie     | Łącznie |
| Zawodnik        | Czas 1 | Czas 2 | Czas    | Łączny czas | Poz.    |
| --------------- | ------ | ------ | ------- | ----------- | ------- |
| Mykoła Skriabin | 55.18  | 51.99  | 1:43.08 | 3:30.25     | 12      |

Kobiety
| Zawodnik          | Konkurencja | Zjazd 1 | Zjazd 2 | Łącznie | Łącznie |
| Zawodnik          | Konkurencja | Czas    | Czas    | Czas    | Poz.    |
| ----------------- | ----------- | ------- | ------- | ------- | ------- |
| Julija Charkiwśka | Zjazd       |         |         | 1:35.60 | 33      |

Kobiety – kombinacja
| Zawodnik          | Zjazd   | Slalom | Slalom | Łącznie     | Łącznie |
| Zawodnik          | Czas    | Czas 1 | Czas 2 | Łączny czas | Poz.    |
| ----------------- | ------- | ------ | ------ | ----------- | ------- |
| Julija Charkiwśka | 1:35.84 | 41.10  | 40.17  | 2:57.11     | 20      |

### Biathlon
Mężczyźni
| Konkurencja  | Zawodnik         | Pudła | Czas    | Miejsce |
| ------------ | ---------------- | ----- | ------- | ------- |
| 10 km Sprint | Andrij Deryzemla | 3     | 30:33.6 | 45      |
| 10 km Sprint | Rusłan Łysenko   | 0     | 29:49.6 | 30      |

| Konkurencja | Zawodnik           | Czas    | Pudła | Skorygowany czas | Miejsce |
| ----------- | ------------------ | ------- | ----- | ---------------- | ------- |
| 20 km       | Mykoła Krupnyk     | 59:36.3 | 6     | 1'05:36.3        | 63      |
| 20 km       | Wjaczesław Derkacz | 59:14.6 | 4     | 1'03:14.6        | 50      |

Sztafeta mężczyzn 4 × 7,5 km
| Zawodnicy                                                         | Wyścig | Wyścig    | Wyścig  |
| Zawodnicy                                                         | Pudła  | Czas      | Miejsce |
| ----------------------------------------------------------------- | ------ | --------- | ------- |
| Wjaczesław Derkacz Rusłan Łysenko Mykoła Krupnyk Andrij Deryzemla | 4      | 1'28:57.1 | 18      |

Kobiety
| Konkurencja   | Zawodniczka         | Pudła | Czas    | Miejsce |
| ------------- | ------------------- | ----- | ------- | ------- |
| 7,5 km Sprint | Iryna Merkuszyna    | 3     | 25:58.6 | 49      |
| 7,5 km Sprint | Nina Łemesz         | 1     | 24:39.8 | 21      |
| 7,5 km Sprint | Tetiana Wodopjanowa | 0     | 24:23.3 | 19      |
| 7,5 km Sprint | Ołena Petrowa       | 1     | 24:04.5 | 11      |

| Konkurencja   | Zawodniczka            | Czas    | Pudła | Skorygowany czas | Miejsce |
| ------------- | ---------------------- | ------- | ----- | ---------------- | ------- |
| Bieg na 15 km | Wałentyna Cerbe-Nesina | 57:58.8 | 4     | 1'01:58.8        | 47      |
| Bieg na 15 km | Ołena Zubryłowa        | 57:43.0 | 2     | 59:43.0          | 28      |
| Bieg na 15 km | Tetiana Wodopjanowa    | 55:45.9 | 3     | 58:45.9          | 24      |
| Bieg na 15 km | Ołena Petrowa          | 54:09.8 | 1     | 55:09.8          | srebro  |

Sztafeta kobiet 4 × 7,5 km
| Zawodnicy                                                                | Wyścig | Wyścig    | Wyścig  |
| Zawodnicy                                                                | Pudła  | Czas      | Miejsce |
| ------------------------------------------------------------------------ | ------ | --------- | ------- |
| Wałentyna Cerbe-Nesina Ołena Petrowa Tetiana Wodopjanowa Ołena Zubryłowa | 0      | 1'42:32.6 | 5       |

### Bobsleje
| Osada | Zawodnicy                   | Konkurencja | Ślizg 1 | Ślizg 1 | Ślizg 2 | Ślizg 2 | Ślizg 3 | Ślizg 3 | Ślizg 4 | Ślizg 4 | Łącznie | Łącznie |
| Osada | Zawodnicy                   | Konkurencja | Czas    | Miejsce | Czas    | Miejsce | Czas    | Miejsce | Czas    | Miejsce | Czas    | Miejsce |
| ----- | --------------------------- | ----------- | ------- | ------- | ------- | ------- | ------- | ------- | ------- | ------- | ------- | ------- |
| UKR-1 | Jurij Panczuk Ołeh Poływacz | Dwójki      | 55.47   | 20      | 55.36   | 22      | 55.52   | 23      | 55.47   | 23      | 3:41.82 | 23      |

### Biegi narciarskie
Mężczyźni
| Konkurencja      | Zawodnik             | Wyścig    | Wyścig  |
| Konkurencja      | Zawodnik             | Czas      | Miejsce |
| ---------------- | -------------------- | --------- | ------- |
| 10 km C          | Ołeksandr Zarowny    | DNF       | –       |
| 10 km C          | Mychajło Artiuchow   | 31:52.8   | 72      |
| 10 km C          | Hennadij Nykon       | 31:07.6   | 60      |
| 10 km C          | Mykoła Popowycz      | 30:51.2   | 55      |
| 15 km pursuit1 F | Mykoła Popowycz      | DNF       | –       |
| 15 km pursuit1 F | Mychajło Artiuchow   | 46:28.5   | 52      |
| 15 km pursuit1 F | Hennadij Nykon       | 45:20.1   | 46      |
| 30 km C          | Ołeksandr Uszkałenko | 1'44:15.7 | 48      |
| 30 km C          | Ołeksandr Zarowny    | 1'43:26.2 | 44      |
| 30 km C          | Hennadij Nykon       | 1'42:32.7 | 38      |
| 30 km C          | Mychajło Artiuchow   | 1'41:13.0 | 29      |
| 50 km F          | Ołeksandr Uszkałenko | 2'27:09.1 | 57      |
| 50 km F          | Mykoła Popowycz      | 2'22:48.0 | 50      |
| 50 km F          | Mychajło Artiuchow   | 2'20:59.2 | 46      |
| 50 km F          | Ołeksandr Zarowny    | 2'20:31.0 | 43      |

Sztafeta mężczyzn
| Zawodnicy                                                           | Wyścig    | Wyścig |
| Zawodnicy                                                           | Czas      | Poz.   |
| ------------------------------------------------------------------- | --------- | ------ |
| Hennadij Nykon Ołeksandr Zarowny Mychajło Artiuchow Mykoła Popowycz | 1'44:33.9 | 12     |

Kobiety
| Konkurencja      | Zawodniczka            | Wyścig    | Wyścig  |
| Konkurencja      | Zawodniczka            | Czas      | Miejsce |
| ---------------- | ---------------------- | --------- | ------- |
| 5 km C           | Ołena Hajasowa         | 19:18.2   | 41      |
| 5 km C           | Maryna Pestriakowa     | 19:17.6   | 40      |
| 5 km C           | Wałentyna Szewczenko   | 18:47.5   | 19      |
| 5 km C           | Iryna Taranenko-Terela | 18:17.2   | 11      |
| 10 km pursuit² F | Maryna Pestriakowa     | 32:18.7   | 36      |
| 10 km pursuit² F | Ołena Hajasowa         | 31:51.9   | 30      |
| 10 km pursuit² F | Wałentyna Szewczenko   | 30:38.8   | 20      |
| 10 km pursuit² F | Iryna Taranenko-Terela | 28:40.1   | 4       |
| 15 km C          | Ołena Hajasowa         | DNF       | –       |
| 15 km C          | Maryna Pestriakowa     | 50:45.6   | 23      |
| 15 km C          | Wałentyna Szewczenko   | 49:12.9   | 11      |
| 15 km C          | Iryna Taranenko-Terela | 48:10.2   | 4       |
| 30 km F          | Hanna Slipenko         | DNF       | –       |
| 30 km F          | Ołena Hajasowa         | 1'31:01.0 | 27      |
| 30 km F          | Wałentyna Szewczenko   | 1'28:20.0 | 14      |
| 30 km F          | Iryna Taranenko-Terela | 1'25:22.3 | 8       |

Sztafeta kobiet
| Zawodnicy                                                                     | Wyścig  | Wyścig |
| Zawodnicy                                                                     | Czas    | Poz.   |
| ----------------------------------------------------------------------------- | ------- | ------ |
| Wałentyna Szewczenko Iryna Taranenko-Terela Ołena Hajasowa Maryna Pestriakowa | 57:54.8 | 9      |

### Łyżwiarstwo figurowe
Mężczyźni
| Zawodnik               | SP | FS | TFP  | Poz. |
| ---------------------- | -- | -- | ---- | ---- |
| Dmytro Dmytrenko       | 8  | 16 | 20.0 | 14   |
| Wjaczesław Zahorodniuk | 16 | 8  | 16.0 | 10   |

Kobiety
| Zawodniczka       | SP | FS | TFP  | Poz. |
| ----------------- | -- | -- | ---- | ---- |
| Julija Ławrenczuk | 15 | 9  | 16.5 | 11   |
| Ołena Laszenko    | 7  | 10 | 13.5 | 9    |

Pary
| Zawodnicy                          | SP | FS | TFP  | Poz. |
| ---------------------------------- | -- | -- | ---- | ---- |
| Jewhenija Fiłanenko Ihor Marczenko | 13 | 10 | 16.5 | 11   |

Pary taneczne
| Zawodnicy                       | CD1 | CD2 | OD | FD | TFP  | Poz. |
| ------------------------------- | --- | --- | -- | -- | ---- | ---- |
| Ołena Hruszyna Rusłan Honczarow | 15  | 16  | 15 | 15 | 30.2 | 15   |
| Irina Romanowa Igor Jaroszenko  | 9   | 8   | 10 | 9  | 18.4 | 9    |

### Łyżwiarstwo szybkie
Mężczyźni
| Konkurencja | Zawodnik         | Wyścig 1 | Wyścig 1 | Wyścig 2 | Wyścig 2 | Rezultat | Rezultat |
| Konkurencja | Zawodnik         | Czas     | Poz.     | Czas     | Poz.     | Czas     | Poz.     |
| ----------- | ---------------- | -------- | -------- | -------- | -------- | -------- | -------- |
| 500 m       | Ołeh Kostromitin | 37.27    | 37       | 37.19    | 35       | 74.46    | 35       |
| 1000 m      | Ołeh Kostromitin |          |          |          |          | 1:14.53  | 39       |
| 5000 m      | Serhij Priz      |          |          |          |          | 6:54.27  | 28       |

Kobiety
| Konkurencja | Zawodnik               | Wyścig 1 | Wyścig 1 | Wyścig 2 | Wyścig 2 | Rezultat | Rezultat |
| Konkurencja | Zawodnik               | Czas     | Poz.     | Czas     | Poz.     | Czas     | Poz.     |
| ----------- | ---------------------- | -------- | -------- | -------- | -------- | -------- | -------- |
| 500 m       | Łesia Biłozub          | 40.42    | 28       | 40.52    | 27       | 80.94    | 27       |
| 1000 m      | Łesia Biłozub          |          |          |          |          | 1:21.84  | 28       |
| 1500 m      | Switłana Konstantynowa |          |          |          |          | 2:08.76  | 33       |
| 3000 m      | Switłana Konstantynowa |          |          |          |          | 4:37.27  | 30       |

### Narciarstwo dowolne
Mężczyźni
| Zawodnik           | Konkurencja        | Kwalifikacje | Kwalifikacje | Finał                  | Finał                  |
| Zawodnik           | Konkurencja        | Pkt          | Poz.         | Pkt                    | Poz.                   |
| ------------------ | ------------------ | ------------ | ------------ | ---------------------- | ---------------------- |
| Serhij But         | Skoki akrobatyczne | 110.61       | 24           | Nie zakwalifikował się | Nie zakwalifikował się |
| Jurij Stećko       | Skoki akrobatyczne | 171.46       | 19           | Nie zakwalifikował się | Nie zakwalifikował się |
| Stanisław Krawczuk | Skoki akrobatyczne | 226.65       | 6 Q          | 219.94                 | 9                      |

Kobiety
| Zawodniczka        | Konkurencja        | Kwalifikacje | Kwalifikacje | Finał  | Finał |
| Zawodniczka        | Konkurencja        | Pkt          | Poz.         | Pkt    | Poz.  |
| ------------------ | ------------------ | ------------ | ------------ | ------ | ----- |
| Ołena Junczyk      | Skoki akrobatyczne | 156.95       | 12 Q         | 139.05 | 10    |
| Julija Klukowa     | Skoki akrobatyczne | 161.59       | 11 Q         | 153.15 | 8     |
| Tetiana Kozaczenko | Skoki akrobatyczne | 162.09       | 9 Q          | 167.32 | 4     |
| Ałła Cuper         | Skoki akrobatyczne | 178.46       | 2 Q          | 166.12 | 5     |

### Saneczkarstwo
Mężczyźni
(Mężczyźni) Dwójki
| Zawodnicy                      | Ślizg 1 | Ślizg 1 | Ślizg 2 | Ślizg 2 | Łącznie  | Łącznie |
| Zawodnicy                      | Czas    | Miejsce | Czas    | Miejsce | Czas     | Miejsce |
| ------------------------------ | ------- | ------- | ------- | ------- | -------- | ------- |
| Ihor Urbanski Andrij Muchin    | 51.262  | 7       | 50.706  | 5       | 1:41.968 | 7       |
| Ołeh Awdiejew Danyło Panczenko | 51.413  | 11      | 51.275  | 12      | 1:42.688 | 11      |

Kobiety
| Zawodniczka         | Ślizg 1 | Ślizg 1 | Ślizg 2 | Ślizg 2 | Ślizg 3 | Ślizg 3 | Ślizg 4 | Ślizg 4 | Łącznie  | Łącznie |
| Zawodniczka         | Czas    | Miejsce | Czas    | Miejsce | Czas    | Miejsce | Czas    | Miejsce | Czas     | Miejsce |
| ------------------- | ------- | ------- | ------- | ------- | ------- | ------- | ------- | ------- | -------- | ------- |
| Lilija Łudan        | 52.213  | 17      | 52.087  | 15      | 51.815  | 19      | 51.596  | 19      | 3:27.711 | 16      |
| Natalija Jakuszenko | 52.014  | 13      | 51.746  | 9       | 51.511  | 11      | 51.277  | 12      | 3:26.548 | 11      |

### Short track
Mężczyźni
| Zawodnik        | Konkurencja | Runda 1  | Runda 1 | Ćwierćfinał            | Ćwierćfinał            | Półfinał               | Półfinał               | Finał                  | Finał                  |
| Zawodnik        | Konkurencja | Czas     | Poz.    | Czas                   | Poz.                   | Czas                   | Poz.                   | Czas                   | Poz. końcowa           |
| --------------- | ----------- | -------- | ------- | ---------------------- | ---------------------- | ---------------------- | ---------------------- | ---------------------- | ---------------------- |
| Jewhen Jakowlew | 500 m       | 44.041   | 3       | Nie zakwalifikował się | Nie zakwalifikował się | Nie zakwalifikował się | Nie zakwalifikował się | Nie zakwalifikował się | Nie zakwalifikował się |
| Jewhen Jakowlew | 1000 m      | 1:36.005 | 3       | Nie zakwalifikował się | Nie zakwalifikował się | Nie zakwalifikował się | Nie zakwalifikował się | Nie zakwalifikował się | Nie zakwalifikował się |

Kobiety
| Zawodnik             | Konkurencja | Runda 1  | Runda 1 | Ćwierćfinał             | Ćwierćfinał             | Półfinał                | Półfinał                | Finał                   | Finał                   |
| Zawodnik             | Konkurencja | Czas     | Poz.    | Czas                    | Poz.                    | Czas                    | Poz.                    | Czas                    | Poz. końcowa            |
| -------------------- | ----------- | -------- | ------- | ----------------------- | ----------------------- | ----------------------- | ----------------------- | ----------------------- | ----------------------- |
| Natalija Swerczikowa | 500 m       | 46.976   | 3       | Nie zakwalifikowała się | Nie zakwalifikowała się | Nie zakwalifikowała się | Nie zakwalifikowała się | Nie zakwalifikowała się | Nie zakwalifikowała się |
| Natalija Swerczikowa | 1000 m      | 1:45.279 | 4       | Nie zakwalifikowała się | Nie zakwalifikowała się | Nie zakwalifikowała się | Nie zakwalifikowała się | Nie zakwalifikowała się | Nie zakwalifikowała się |

### Skoki narciarskie
| Skocznia         | Zawodnik | I seria   | I seria | I seria | II seria               | II seria               | II seria               | Łącznie                | Łącznie |
| Skocznia         | Zawodnik | Odległość | Punkty  | Miejsce | Odległość              | Punkty                 | Miejsce                | Punkty                 | Miejsce |
| ---------------- | -------- | --------- | ------- | ------- | ---------------------- | ---------------------- | ---------------------- | ---------------------- | ------- |
| Lubym Kohan      | Normalna | 67.5      | 63.5    | 56      | Nie zakwalifikował się | Nie zakwalifikował się | Nie zakwalifikował się | Nie zakwalifikował się |         |
| Wołodymyr Hływka | Normalna | 73.0      | 77.0    | 47      | Nie zakwalifikował się | Nie zakwalifikował się | Nie zakwalifikował się | Nie zakwalifikował się |         |
| Iwan Kozłow      | Normalna | 76.0      | 85.5    | 31      | Nie zakwalifikował się | Nie zakwalifikował się | Nie zakwalifikował się | Nie zakwalifikował się |         |
| Lubym Kohan      | Duża     | 79.0      | 35.2    | 61      | Nie zakwalifikował się | Nie zakwalifikował się | Nie zakwalifikował się | Nie zakwalifikował się |         |
| Iwan Kozłow      | Duża     | 108.0     | 91.9    | 36      | Nie zakwalifikował się | Nie zakwalifikował się | Nie zakwalifikował się | Nie zakwalifikował się |         |
| Wołodymyr Hływka | Duża     | 109.0     | 94.7    | 30 Q    | 98.5                   | 73.8                   | 168.5                  | 29                     |         |